# Josep Maria Freixes i Cavallé
Josep M. Freixes i Cavallé (Valls, 6 de setembre de 1927 - 2004) fou un empresari i industrial català. Membre senior d'IESE, del 1999 al 2002 fou president del Consell Social de la Universitat Rovira i Virgili com a representant de la Generalitat de Catalunya. També fou membre de l'Institut d'Estudis Vallencs. El 1998 va rebre la Creu de Sant Jordi

## Biografia
Josep M. Freixes i Cavallé va néixer a Valls, en el si d'una família humil. El seu pare, Ramon Freixes, provenia d'Ulldemolins i la seva mare, Ursulina Cavallé era de Valls si bé els seus orígens familiars eren a Lleida. Tenia un germà més gran, Ramon. Va passar la seva infantesa a Valls i realitzà els seus estudis primaris al col·legi dels Germans de Sant Gabriel. La Guerra Civil espanyola i els escassos mitjans de la família li impediran prosseguir els seus estudis, per la qual cosa comença a treballar el 1941, als catorze anys, al Banco Central de Valls on prestarà els seus serveis fins al 1955. Allí inicià el seu creixement professional. Ben aviat es va adonar que necessitava formar-se i no dubtà en estudiar comerç i aprendre idiomes, així doncs, estudià l'anglès, el francès i l'italià, idiomes que acabaria dominant. Es va casar als vint-i.-tres anys amb Núria Comas Grau amb qui va tenir sis fills. Na Núria Comas no només va ser una esposa excel·lent sinó una companya excepcional que li va fer costat i li va donar tot el suport que en les seves responsabilitats futures li seria tan necessari.
Com era habitual en aquella època, conjuminava diversos treballs, així, des de l'any 1950 portava la comptabilitat de l'empresa Plana. Allí va conèixer el que seria el seu millor amic i mentor professional, en Ramon Barbat Miracle, el qual, el 1955 li proposa de treballar exclusivament per a l'Empresa, oferiment que ell accepta. És així com en poc temps esdevingué Administrador General, Director Gerent i més tard Director General de Mecanismos Auxiliares Industriales, S.A., posició que desenvolupà fins a la seva jubilació, període durant el qual va ser-ne vicepresident i President del Consell Social de la Universitat Rovira i Virgili.

## Evolució professional
El 1951 es va fundar la coneguda empresa auxiliar de l'Automoció Mecanismos Auxiliares Industriales, S.en C., essent-ne els socis fundadors : Ramon Barbat Miracle, Ramon Plana Tondo i Joan Sanahuja Segú. El 1953 Mecanismos Auxiliares Industriales es converteix en societat anònima essent-ne cofundador juntament amb els fundadors esmentats i Julio García Ibáñez, amb qui va desenvolupar també una profunda amistat. En fou Director General fins al 1988, posició per a la qual es diplomà en Alta Direcció d'Empreses per l'Institut d'Estudis Superiors de l'Empresa a Barcelona. Des del 1989 en va ser vicepresident executiu i conseller delegat, assessor d'UT MAI i va acabar la seva vida professional a l'empresa com a vicepresident del Consell. Un cop arribada la jubilació, va ser nomenat vicepresident d'honor de Mecanismos Auxiliares Industriales, SA amb caràcter vitalici.
El naixement d'aquesta empresa fou essencial per a la ciutat de Valls, ja que va créixer fins a tenir una plantilla de sis mil treballadors a mitjans dels anys noranta, subministrant els sistemes elèctrics i electrònics per a la majoria de fabricants de cotxes europeus i essent una de les principals empreses exportadores de Catalunya.
L'empresa obtingué capital americà el 1978 (Essex Corporation), i va ser posteriorment adquirida en dues etapes per United Technologies a partir de 1982. Durant tota aquesta època, malgrat tenir ja la societat americana més del cinquanta per cent del capital, la direcció no va ser canviada, mostra del respecte professional que la corporació sentia pels dirigents locals.
Ja en els anys seixanta i setanta, Josep Maria Freixes Cavallé promogué constantment la formació dels treballadors així com la implantació dels sistemes de qualitat total i de millora continuada, elements que feren de l'empresa MAI, SA un model.
Paral·lelament a la seva tasca professional a UTA MAI com a Director General, fou Membre del Consell d'Administració d'aquesta corporació amb empreses franceses i membre de la comissió de relacions amb els països de l'est. Així mateix, fou també President del Consell d'Administració de Carrier España, S.A. del 1994 al 1997. Fins al 1994 va ser membre de la delegació espanyola a la CLEPA (Comité de Liaison de la Construction d'Equipements et des Pièces d'Automobiles en Europe).
Així, doncs, l'empresa exercí una activitat social i formativa intensa: es va desenvolupar amb autèntica convicció un especial projecte participatiu intensament educatiu i social. Es va arribar a disposar d'un edifici específic, s'obrí l'accés dels treballadors al capital de l'empresa i es crearen diversos actes i productes de notable repercussió. Una mostra encara vigent són:
- Una entitat d'estalvi i pensió (Fondo de Ahorro y Asistencia Profesional de MAISA)
- Plans de formació per a facilitar el desenvolupament personal en diversos aspectes
- Lots Nadalencs amb caràcter universal
- Festa del Llibre amb participació familiar
- Festa de Reis amb participació dels fills

## Contribució a la Comunitat
El seu tarannà era de cooperar en la millora de la societat en la qual formava part. És per això que participà activament en moltes de les entitats pedagògiques i culturals de la seva ciutat, essent membre actiu de l'Escola del Treball, cofundador de l'escola de pedagogia activa L'Enxaneta i de l'Agrupació Escolta Verde de la Candela. Així mateix va ser cofundador del Centro de Perfeccionamiento y Desarrollo de la Dirección de Empresas de Tarragona.
Des de la seva creació i fins al 1995 va ser membre del Consell Econòmic de la Universitat Rovira i Virgili en representació de la Generalitat de Catalunya, any en què fou nomenat President del Consell Social d'aquesta Universitat.
Altres aspectes significatius de la seva contribució a la comunitat foren: 
- Membre del Consell Rector del Patronat Català Pro Europa a Tarragona
- Membre del Comitè Consultiu Intersectorial de la Cambra de Comerç Americana a Espanya
- Membre dels Comitès de Recursos Humans i de Gestió Empresarial i Productivitat del Círculo d'Empresarios a Madrid
- Membre de la Comissió Econòmico-financera d'Identirama
- Membre del Consorci Pro Universitari Alt Camp /Conca de Barberà

Va realitzar conferències a nivell internacional (Frankfurt, Nova York, Califòrnia, Canadà i Espanya) sobre alta direcció, qualitat total, recursos humans, competitivitat, formació i societat.
Cal destacar que, malgrat la seva projecció nacional i internacional, sempre se sentí compromès en les activitats culturals i socials locals, bona mostra n'és la seva col·laboració gairebé ininterrompuda amb articles en periòdics i revistes locals i provincials.

## Distincions
- Creu de Sant Jordi, 1998
- Medalla d'Or del Club Dirigents de Màrqueting de Tarragona
- Vallenc de l'Any 1989
- Membre Honorífic de l'Institut d'Estudis Vallencs
- Insignia d'Or de la Unió Anelles de la Flama

## Obres
- El lado humano de la calidad (1991)
- La sensibilidad social como elemento indispensable para la calidad permanente (1990)
- Pensant en veu alta, recull d'articles publicats al llarg de la seva vida